# Ива сетчатая
И́ва се́тчатая (лат. Salix reticulata) — вид стелющихся кустарников рода Ива (Salix) из семейства Ивовые (Salicaceae).

## Ботаническое описание

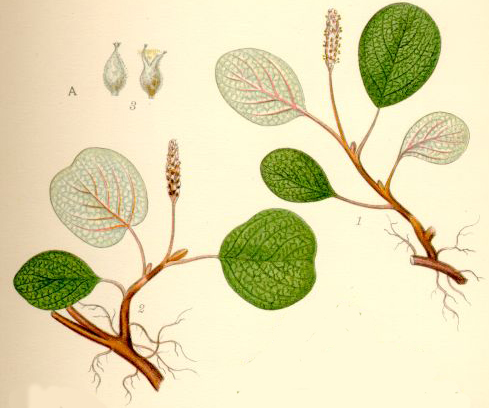

Карликовый, растопыренно-ветвистый кустарничек со стелющимися, частью подземными и укореняющимися, голыми, толстыми, красновато-бурыми ветвями длиной до 50—75 см.
Листья яйцевидные, эллиптически-округлые или обратнояйцевидные, длиной 1,5—5 см, шириной 1—3,5 см, в основании и наверху закруглённые или на конце слегка выемчатые, реже в основании клиновидно-суженные, цельнокрайные или зубчатые, плотные, кожистые; взрослые голые или снизу слегка волосистые, молодые — шелковисто-волосистые, сверху тёмно-зелёные, снизу сизо-белые, на черешках длиной 0,3—1,5 см.
Серёжки поздние, на конечных олиственных веточках, тонко-цилиндрические, рыхло- или густоцветковые, длиной 1,5—3 см. Прицветные чешуйки почти округлые или обратнояйцевидные, светло-бурые, розоватые или желтоватые, по спинке голые, по краю коротко-ресничатые, длиной до 1—1,5 см. Тычинки в числе двух, свободные, в нижней части тонковолосистые, с фиолетовыми или желтыми пыльниками. Завязь сидячая или на очень короткой ножке, продолговато-яйцевидная, слегка пурпурная, курчаво-бело-волосистая, длиной до 3—6 мм.

## Распространение и экология
В природе ареал вида охватывает южные и северные районы Европы, Восточную Сибирь, Дальний Восток России, северные районы Монголии, практически всю территорию Канады и Скалистые горы в США.
Произрастает по каменистым, щебнистым и лишайниковым арктическим и альпийским тундрам.

## Хозяйственное значение и использование
Хорошо поедается северным оленем (Rangifer tarandus) летом и зимой из-под снега. Имеет кормовое значение в северных частях тундровой зоны и на горных пастбищах.

## Классификация

### Таксономия
- Salix reticulata L., 1753, Sp. Pl. : 1018

Вид Ива сетчатая включается в род Ива (Salix) семейства Ивовые (Salicaceae) порядка Мальпигиецветные (Malpighiales), последовательно входящего в более крупные клады Фабиды → Розиды → Суперрозиды → Эвдикоты → Цветковые растения. Таксономическая схема в соответствии с Системой APG IV по состоянию на июнь 2024 года:
|  |                          |  |                                   |                                   |                  |  | еще 35 семейств | еще 35 семейств |                  |  |  |  | еще 625 подтвержденных видов и 1 028 видов, ожидающих подтверждения |
|  |                          |  |                                   |                                   |                  |  | еще 35 семейств | еще 35 семейств |                  |  |  |  | еще 625 подтвержденных видов и 1 028 видов, ожидающих подтверждения |
|  |                          |  |                                   | порядок Мальпигиецветные          |                  |  |                 |                 | род Ива          |  |  |  |                                                                     |
|  |                          |  |                                   | порядок Мальпигиецветные          |                  |  |                 |                 | род Ива          |  |  |  |                                                                     |
|  | клада Цветковые растения |  |                                   |                                   | семейство Ивовые |  |                 |                 | вид Ива сетчатая |  |  |  |                                                                     |
|  | клада Цветковые растения |  |                                   |                                   | семейство Ивовые |  |                 |                 |                  |  |  |  |                                                                     |
|  |                          |  | ещё 63 порядка цветковых растений | ещё 63 порядка цветковых растений |                  |  |                 | еще 55 родов    | еще 55 родов     |  |  |  |                                                                     |
|  |                          |  |                                   | ещё 63 порядка цветковых растений |                  |  |                 |                 | еще 55 родов     |  |  |  |                                                                     |

### Синонимы
- Chamitea reticulata Kern.
- Nectusion reticulata (L.) Raf.
- Oisodix reticulata (L.) Raf.
- Salix orbicularis Andersson
- Salix reticulata subsp. glabellicarpa Argus
- Salix reticulata subsp. orbicularis (Andersson) Flod.
- Salix reticulata subsp. reticulata
- Salix reticulata var. gigantifolia C.R.Ball
- Salix reticulata var. reticulata
- Salix reticulata var. semicalva Fernald
- Salix reticulata var. subrotunda Ser.

### Инфравидовые таксоны
Некоторыми систематиками в рамках вида ранее выделялись следующие таксоны
- Salix reticulata subsp. nivalis (Hook.) Á.Löve et al.

[syn.  Salix nivalis Hook. basionym]
[syn.  Salix saximontana Rydb.]
- Salix reticulata subsp. reticulata